# Chrístos Mylórdos
Chrístos Mylórdos (en grec : Χρίστος Μυλόρδος) est un chanteur chypriote né à Nicosie le 30 avril 1991.

## Concours Eurovision de la Chanson 2011
Le 10 septembre 2010, Chrístos Mylórdos remporte le télé-crochet chypriote Performance qui permet de représenter le pays au Concours Eurovision de la chanson 2011 qui se déroule en Allemagne.
Le 20 janvier 2011, il est annoncé que Chrístos Mylórdos interprétera la chanson « San ángelos s'agápisa » (Je t’aimais comme un ange). Le 12 mai 2011, lors de la deuxième demi-finale, il échoue à la qualification en terminant 18e avec 16 points.